# Charles de Cortanze

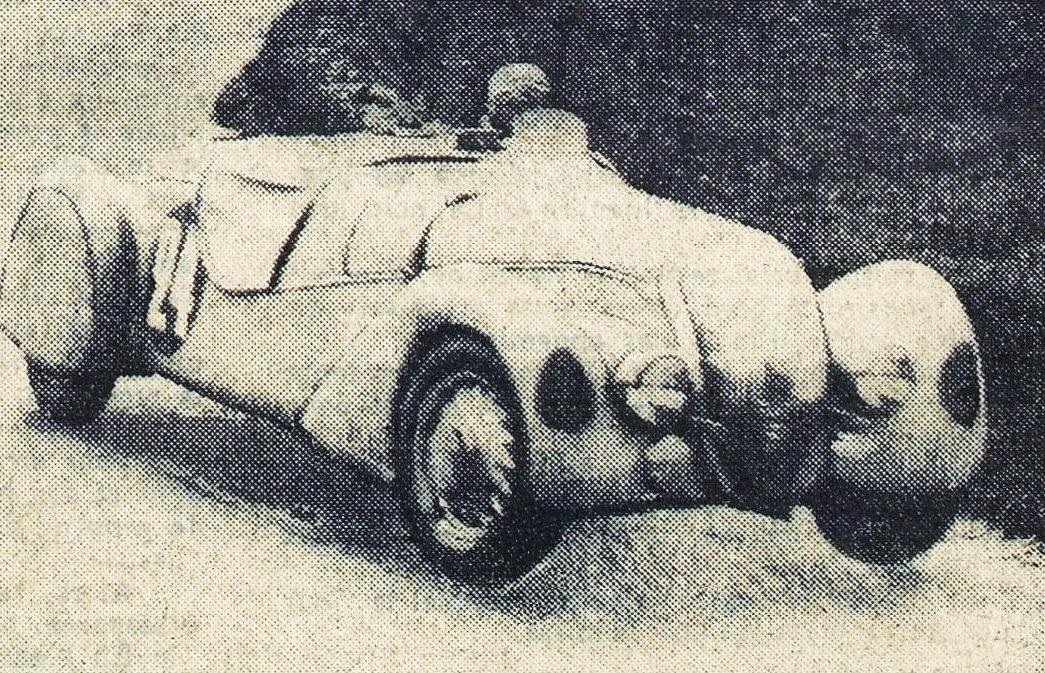
La Peugeot 402 DS Darl’mat 2L. de de Cortanze et Contet au Mans en 1938.

Charles de Cortanze est un pilote automobile français, né le 7 novembre 1900 à Marseille et mort le 1er avril 1983 à Nice. Il a participé à des rallyes, des épreuves d'endurance, des Grands Prix, et à un raid en Afrique.

## Palmarès

### Rallyes[3]
- Rallye Monte-Carlo 1932, équipier G.de Lavalette, no 212, Peugeot 201C, 2e.
- Rallye Monte-Carlo 1934, équipier Gillard, no 105, Peugeot 301S coach '2545 RG 1', Peugeot 301 coach[4],16e.
- Rallye Monte-Carlo 1935, équipier G.de Lavalette G. no 40, Peugeot, 18e[5].
- Rallye Monte-Carlo 1938, équipier Marcel Contet , Peugeot 402 L[6], 12e.
- Coupe des Alpes 1939,  Peugeot 402L, 1er de la classe 1500[7].
- Liège-Rome-Liège 1950, équipier Claude Dubois, Peugeot 203 Speciale-1500, 1er[8]
- Tour de France 1952, équipière Mme de Cortanze, Peugeot 203A, 45e[9].
- Rallye Monte Carlo 1952, équipier Lucien Crapez, Peugeot 203, '203 AP 75', 7e[10].
- Tour de Sicile, 1954, équipière Mme de Cortanze, Peugeot 203, 34e, 1er de la catégorie ST 1300[11].
- Tour de France 1954, équipier Marcel Contet , Peugeot 203A, 23e[12].
- Bol d'Or 1955, équipier Eldé, Peugeot 203C, 3e[13].

### 24 heures du Mans[14]
- 1937: équipier Maurice Serre, No 25, Peugeot 302 Darl'Mat, '825 W 1', 8e.
- 1938: équipier Marcel Contet, No 24, Peugeot 402 Darl'Mat, '5854 W 1', 5e.
- 1953: équipier André Chambas, No 6, Talbot Lago GS, '497 HK 9' (châssis no 110105), abandon 4e heure.

### Grand Prix (hors championnat)[15]
- 1947, Grand Prix automobile d'Albi, Peugeot Darl'Mat, 7e[16].
- 1947, Grand Prix de Comminges, Peugeot Darl'Mat, 9e.
- 1948, Grand Prix de Comminges, Peugeot Darl'Mat, abandon.
- 1948, Grand Prix automobile de Paris, (Montlhery), Peugeot Darl'Mat, 7e.
- 1948, Coupe du Salon, Montlhery, Peugeot Darl'Mat, abandon.

### Raid
- 1950 Paris- Le Cap - Alger - Paris, équipier André Mercier, Peugeot 203 commerciale 5063 H 75[17].